# M'Balel
M'Balel è uno dei tre comuni del dipartimento di Keurmacen, situato nella regione di Trarza in Mauritania. Nel censimento della popolazione del 2000 contava 14.129 abitanti.